# Linaria repens
La Linajola striata (nome scientifico Linaria repens (L.) Mill., 1768) è una pianta appartenente alla famiglia delle Plantaginaceae.

## Etimologia
Il nome generico (Linaria) deriva da un nome latino per il lino (linone) e si riferisce alla somiglianza delle foglie di alcune specie di questo genere a quelle della specie Linum usitatissimum. L'epiteto specifico (repens) indica che i fusti di questa pianta sono striscianti e radicanti (stoloniferi).
Il nome scientifico della specie è stato definito inizialmente da Linneo (1707 – 1778), con la denominazione basionomica Antirrhinum repens, perfezionato successivamente nella denominazione attuale dal botanico scozzese Philip Miller (Chelsea, 1691 – Chelsea, 18 dicembre 1771) nella pubblicazione "Gardeners Dictionary, Edition 8. n. 6. London" del 1768.

## Descrizione

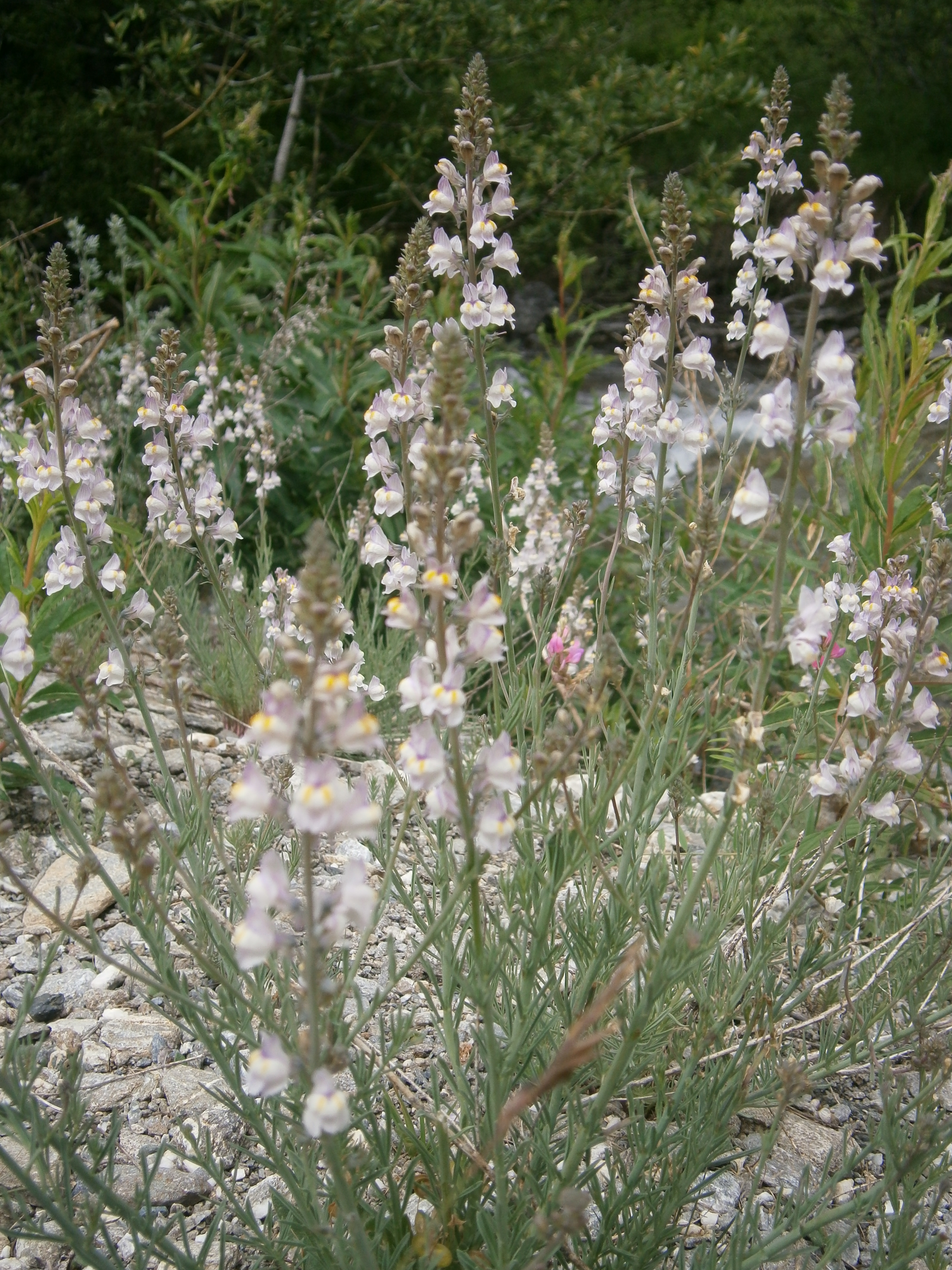
Il portamento

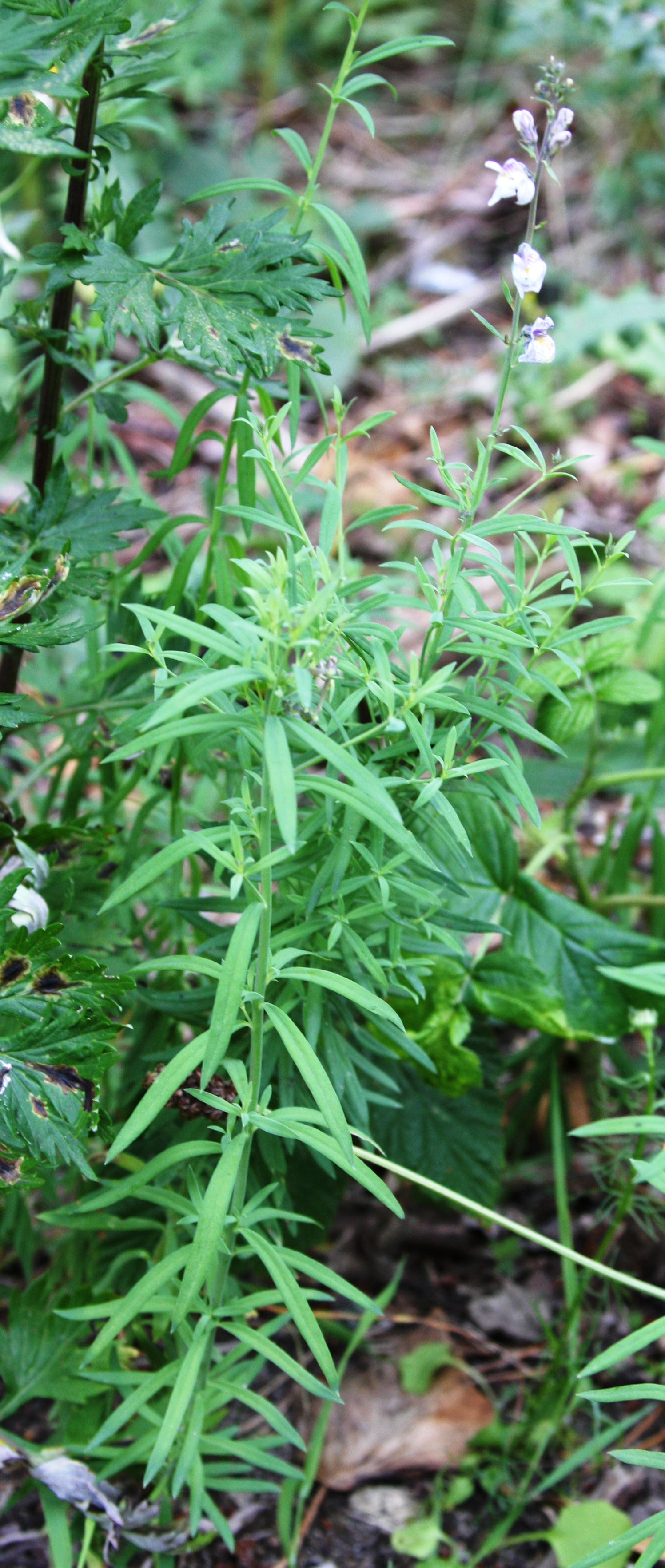
Le foglie

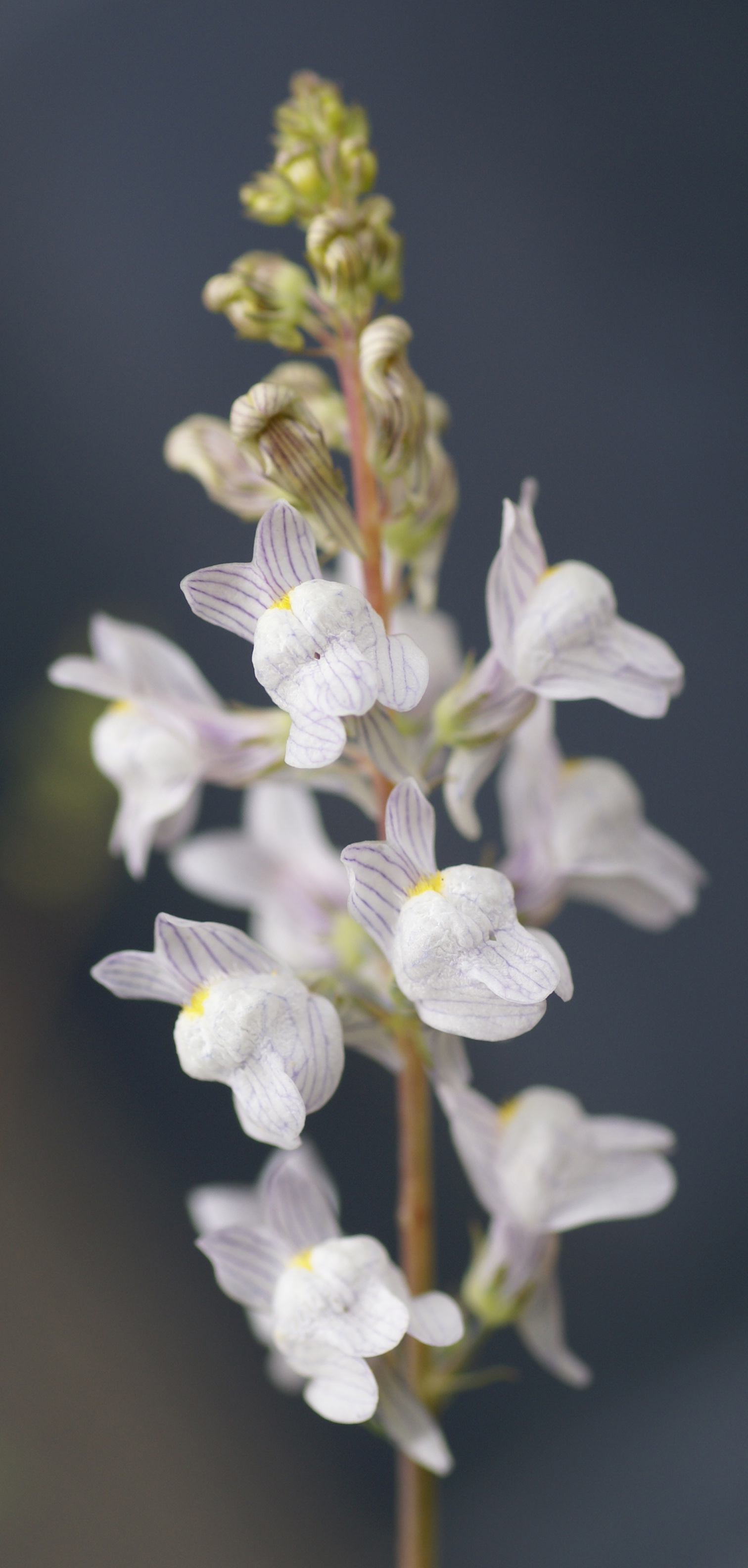
Infiorescenza

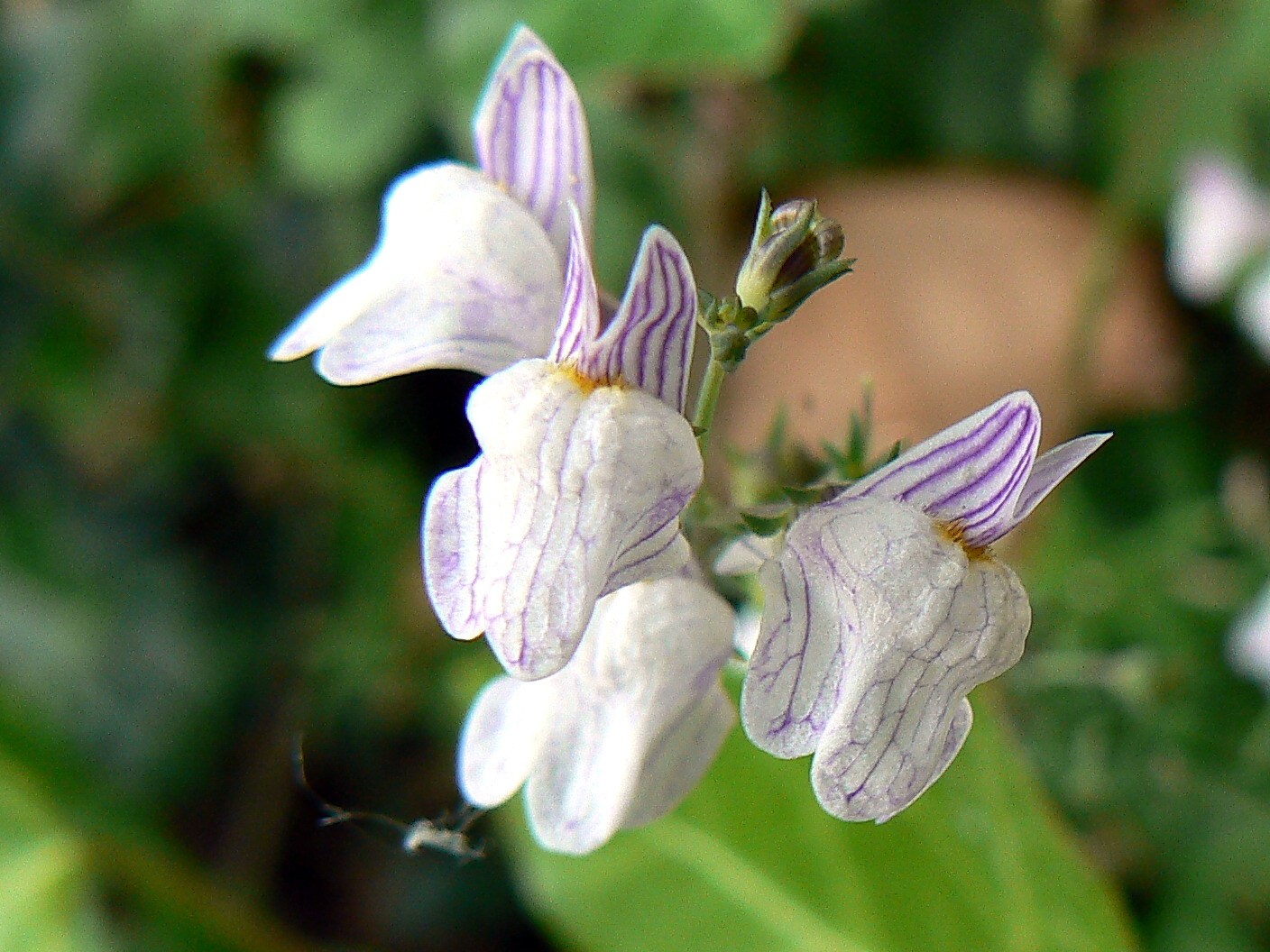
I fiori

Queste piante arrivano ad una altezza di (2) 3 - 7 dm. La forma biologica è emicriptofita scaposa (H scap), ossia in generale sono piante erbacee, a ciclo biologico perenne, con gemme svernanti al livello del suolo e protette dalla lettiera o dalla neve e sono dotate di un asse fiorale eretto e spesso privo di foglie. Per questa specie sono state riscontrate anche altre forme biologiche come geofita rizomatosa (G rhiz), ossia piante perenni erbacee che portano le gemme in posizione sotterranea; durante la stagione avversa non presentano organi aerei e le gemme si trovano in organi sotterranei come bulbi, tuberi e rizomi, fusti sotterranei dai quali, ogni anno, si dipartono radici e fusti aerei.

### Radici
Le radici sono dei rizomi striscianti.

### Fusto
La parte aerea del fusto è eretta, ramosa con superfici glabre.

### Foglie
Le foglie, subsessili, lungo il fusto sono disposte in modo opposto in forme verticillate a 4 foglie e densamente embricate. Quelle superiori spesso sono disposte in modo alterno. La lamina, intera, ha delle forme da lineari a lineari-spatolate con apici acuti. La superficie è percorsa da 1 - 3 nervature longitudinali.  Dimensione delle foglie: larghezza 1 - 2.5 mm; lunghezza 20 – 40 mm.

### Infiorescenza
Le infiorescenze sono formate da densi racemi allungati. L'asse del racemo è glabro. I fiori sono peduncolati. Lunghezza del peduncolo: 2 – 3 mm.

### Fiore
- I fiori sono ermafroditi, zigomorfi e tetraciclici (ossia formati da 4 verticilli: calice– corolla – androceo – gineceo) e tetrameri (i verticilli del perianzio hanno 4 elementi). Dimensione del fiore: 9 – 15 mm.
- Formula fiorale:

X o * K (4-5), [C (4) o (2+3), A 2+2 o 2], G (2), capsula.
- Il calice, tuboloso-campanulato, più o meno attinomorfo e gamosepalo, è formato da cinque profonde lacinie (o lobi) subuguali più o meno triangolari. Lunghezza del calice: 2 – 3 mm,
- La corolla, gamopetala e tubolare è del tipo bilabiato, ed è completamente chiusa da un rigonfiamento del labbro superiore (corolla personata). Inoltre uno sperone ricurvo (o un sacco) è presente all'altezza delle fauci della gola della corolla in posizione abassiale. In particolare il labbro posteriore (superiore) è formato da due petali ed è eretto, l'anteriore da tre petali riflessi. Il colore della corolla è chiaro venato di viola. Dimensione della corolla: 9 – 13 mm. Lunghezza dello sperone: 3 – 5 mm.
- L'androceo è formato da 4 stami didinami tutti fertili. I filamenti sono adnati alla base della corolla e sono inclusi o poco sporgenti. Le antere sono formate da due teche distinte e divaricate e formano una struttura simile ad un anello. La deiscenza è longitudinale attraverso due fessure. I granuli pollinici sono tricolpoporati. Il nettare si trova nello sperone e può essere raggiunto solamente dagli insetti che riescono a entrare nelle fauci chiuse dal rigonfiamento del labbro superiore.
- Il gineceo è bicarpellare (sincarpico - formato dall'unione di due carpelli connati). L'ovario è supero con placentazione assile e forma da ovoidi a subglobose. Gli ovuli per loculo sono numerosi, hanno un solo tegumento e sono tenuinucellati (con la nocella, stadio primordiale dell'ovulo, ridotta a poche cellule).[13] Lo stilo ha uno stigma da capitato a fortemente bilobo.
- Fioritura: da giugno a settembre.

### Frutti
Il frutto è una capsula globosa lunga come il calice. I semi, numerosi e colorati di marrone-grigio, hanno delle forme ellissoidi (a tre angoli) e sono reticolato-rugosi (raramente possono avere anche una stretta ala). Al momento della maturazione i semi fuoriescono da due fori (opercoli) che si aprono nella parte superiore del frutto (capsula porocida). Dimensione della capsula: 3 – 5 mm.

## Riproduzione
- Impollinazione: l'impollinazione avviene tramite insetti (impollinazione entomogama) quali imenotteri, lepidotteri o ditteri o il vento (impollinazione anemogama).[14]
- Riproduzione: la fecondazione avviene fondamentalmente tramite l'impollinazione dei fiori (vedi sopra).
- Dispersione: i semi cadendo (dopo aver eventualmente percorso alcuni metri a causa del vento - dispersione anemocora) a terra sono dispersi soprattutto da insetti tipo formiche (disseminazione mirmecoria).

## Distribuzione e habitat

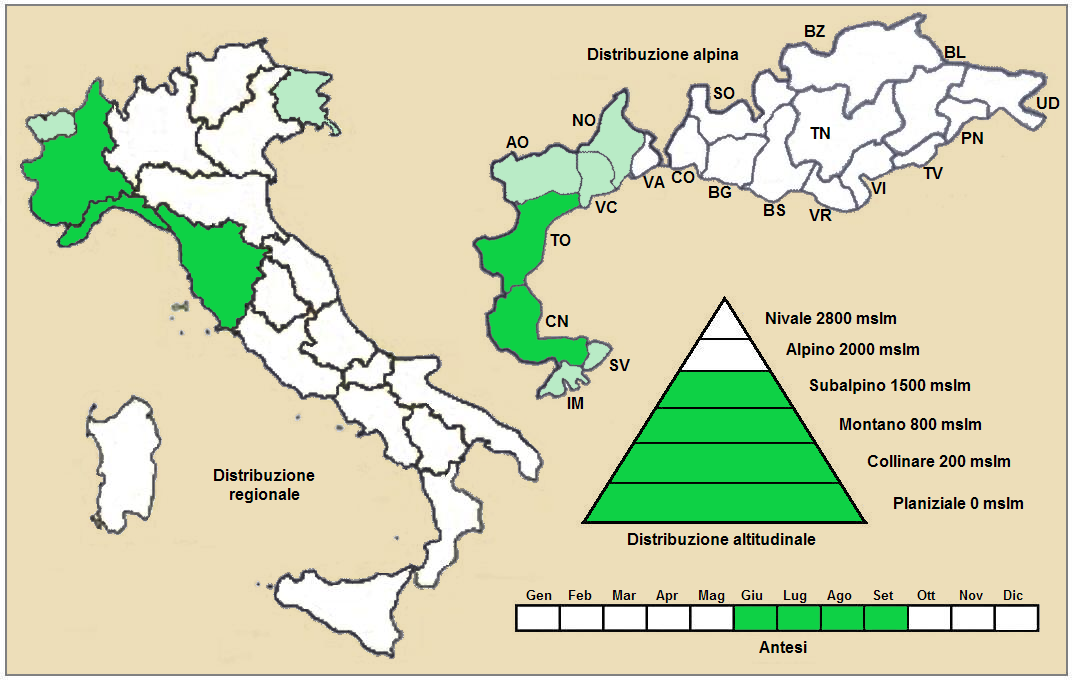
Distribuzione della pianta
(Distribuzione regionale – Distribuzione alpina)

- Geoelemento: il tipo corologico (area di origine) è Sub-Atlantico oppure Ovest Europeo.
- Distribuzione: in Italia è una specie rara e si trova principalmente nelle Alpi Occidentali. Fuori dall'Italia, sempre nelle Alpi, questa specie si trova in Francia (tutti i dipartimenti alpini) e in Svizzera (cantoni Berna, Vallese e Ticino). Sugli altri rilievi europei collegati alle Alpi si trova nella Foresta Nera, Vosgi, Massiccio del Giura, Massiccio Centrale e Pirenei.
- Habitat: l'habitat tipico per questa pianta sono gli incolti, i bordi dei sentieri e delle massicciate, i ghiaioni, le morene e ruderi in genere. Il substrato preferito è calcareo ma anche siliceo con pH neutro, alti valori nutrizionali del terreno che deve essere secco.
- Distribuzione altitudinale: sui rilievi queste piante si possono trovare fino a 2.000 m s.l.m.; frequentano quindi i seguenti piani vegetazionali: collinare, montano e subalpino (oltre a quello planiziale – a livello del mare).

### Fitosociologia
Dal punto di vista fitosociologico alpino Linaria repens appartiene alla seguente comunità vegetale:
- Formazione: comunità delle fessure, delle rupi e dei ghiaioni.

- Classe: Adiantetea

- Ordine: Galeopsietalia

- Alleanza: Galeopsion segetum

## Tassonomia
La famiglia Plantaginaceae comprende 12 tribù, 105 generi e oltre 1 800 specie. Il genere della specie di questa voce appartiene alla tribù Antirrhineae e si compone di oltre 150 specie distribuite dal Nord America, Europa e Asia.
La specie Linaria repenss fino a poco tempo fa era circoscritta nella famiglia Veronicaceae o Scrophulariaceae a seconda dei vari Autori. L'attuale posizione tassonomica è stata realizzata con i nuovi sistemi di classificazione filogenetica (classificazione APG).
Il basionimo per questa specie è: Antirrhinum repens L., 1753.
Il numero cromosomico di L. repens è: 2n = 12.

### Filogenesi
Classificazioni recenti assegnano la specie di questa voce alla sect. Speciosae (Benth.) Wettst.. Attualmente in base alle ultime ricerche di tipo filogenetico le specie del genere Linaria sono distribuite in 6 cladi. La specie L. repens si trova all'interno del quinto clade che insieme al sesto clade formano un "gruppo fratello" e rappresentano il "core" del genere. Inoltre L. repens insieme alle specie Linaria capraria Moris & De Not. e Linaria purpurea (L.) Mill.  potrebbe formare un "gruppo fratello" al gruppo "Linaria virgata group" che insieme formano il core del quinto clade.

### Sinonimi
Questa entità ha avuto nel tempo diverse nomenclature. L'elenco seguente indica alcuni tra i sinonimi più frequenti:
- Antirrhinum gallioides Vent.
- Antirrhinum intermedium  Steud.
- Antirrhinum monspessulanum  L.
- Antirrhinum repens  L.
- Antirrhinum repens var. monspessulanum  (L.) Pers.
- Antirrhinum striatum  Lam
- Linaria blanca  Pau
- Linaria monspessulana  (L.) Mill.
- Linaria repens var. blanca  (Pau) O.Bolòs & Vigo
- Linaria striata  (Lam.) DC.
- Orontium supinum  Willemet ex Steud.

## Altre notizie
La linaria striata in altre lingue è chiamata nei seguenti modi:
- (DE)  Gestreiftes Leinkraut
- (FR)  Linaire striée
- (EN)  Pale Toadflax